# Helen Nussey
Helen Georgiana Nussey (* 27. November 1875 in Richmond, London; † 6. Februar 1965 in Beckenham, London) war eine englisch-britische Sozialarbeiterin und Autorin.

## Leben
Nussey wurde als Tochter von Mary Anne (geborene Charrington) und Antony Foxcroft Nussey, einem Anwalt, geboren. Ihre Großtante war Ellen Nussey. Sie besuchte das Mädcheninternat Cheltenham Ladies' College. Danach war sie sieben Jahre lang am Westminster Hospital als erste Almosenierin für die Verteilung von eingegangenen Almosen an die Armen und für die Verwaltung der dafür vorgesehenen Güter und Gelder verantwortlich.
1914 wurde Nussey vom London County Council (LCC) als eine von zwei stellvertretenden Hauptorganisatoren der Schulsozialarbeit ernannt, der kurz vor dem Ersten Weltkrieg massiv ausgebaut wurde. Dieser Dienst war 1907 auf Basis von Pionierarbeiten von Margaret Frere eingerichtet worden, um sicherzustellen, dass arme Schulkinder in London ausreichend gefüttert, gekleidet und beschuht wurden, damit sie von ihrer Schulbildung profitieren konnten. Im Mittelpunkt des Dienstes standen Betreuungsausschüsse (Care Comittees), die den Grundschulen angegliedert waren und in denen weibliche Freiwillige arbeiteten, die die Schüler mit sozialen Leistungen wie Schulspeisungen und medizinischen Untersuchungen versorgten und sie dazu auch zu Hause aufsuchten. Nussey koordinierte als Festangestellte beim LCC die Arbeit der Freiwilligen. Sie war der Bildungsabteilung zugeteilt, während ihre Kollegin der Gesundheitsabteilung zugeteilt war; beide arbeiteten unter Theodora Morton, der ersten Hauptorganisatorin der Schulsozialarbeit. Morton teilte den Dienst in zwölf Regionen ein, die jeweils einen Betreuungsausschuss hatten.
Als Morton 1930 in den Ruhestand ging, wurde Nussey zur Principal Organiser ernannt. Sie glaubte fest an den Wert der Betreuungsausschüsse für die Londoner Kinder und widersetzte sich Anfang der 1930er Jahre erfolgreich den Plänen des LCC, den Dienst mit dem Schulbesuchsdienst zusammenzulegen. Unter Nusseys Leitung blühte der Dienst auf: 1939 gab es in jeder Londoner Grundschule einen Betreuungsausschuss, 158 Angestellte und etwa 5.000 Freiwillige. Diese Freiwilligen stammten aus wohlhabenden Familien und hatten keine direkte Erfahrung mit dem täglichen Kampf einer Arbeiterfamilie. Sie fanden trotz des unterschiedlichen Hintergrunds Akzeptanz, vor allem weil sie die Arbeit ehrenamtlich leisteten. Mit der Verbesserung der grundsätzlichen Lebenssituation der Kinder, wurde das Betreuungsangebot diversifiziert, und die Betreuungsausschüsse engagierten sich in Feldern wie dem weiteren Lebensweg nach der Grundschule oder der Freizeitgestaltung. Als 1939 der Krieg ausbrach, spielte Nussey eine Schlüsselrolle bei der Evakuierung von Kindern aus London aufs Land.
1940 wurde sie für ihre Arbeit zum Officer of the Order of the British Empire ernannt, und obwohl sie sich zur Ruhe setzte, arbeitete sie weiterhin ehrenamtlich.
Zu ihren weiteren Aktivitäten gehörten Gartenarbeit und Schreiben. Schon 1909 veröffentlichte sie zusammen mit Olive Juliet Cockerell A French garden in England: a record of the successes and failures of a first year of intensive culture. 1939 veröffentlichte sie London Gardens of the Past. 1940 wurde sie zur ehrenamtlichen Organisatorin der London Garden Society ernannt. 1950 veröffentlichte die London Garden Society ihren Kurzführer Miniature Alpine Gardens.
Nussey starb 1965 im Krankenhaus von Beckenham.